# Wolf Conservation Center
 (novembre 2013).
Si vous disposez d'ouvrages ou d'articles de référence ou si vous connaissez des sites web de qualité traitant du thème abordé ici, merci de compléter l'article en donnant les références utiles à sa vérifiabilité et en les liant à la section « Notes et références ».
Le Wolf Conservation Center (WCC, en français Centre de conservation du loup) est une organisation à but non lucratif américaine visant à étudier et promouvoir la protection et la sauvegarde du loup.
Situé à South Salem, dans l'État de New York, sur un terrain de dix hectares, le Wolf Conservation Center a été fondé en 1999 par le photographe J. Henry Fair et par la pianiste classique française Hélène Grimaud.

## Sa mission
Comme l'explique Hélène Grimaud, « les loups sont victimes de nombreux malentendus qui circulent dans notre inconscient collectif, ou à travers nos contes et mythes. Dans la réalité, le loup est un animal complexe qui, en tant que grand prédateur, favorise la diversité des espèces situées au-dessous de lui dans la chaîne alimentaire[réf. nécessaire]. » 
L'objectif du Centre est tout d'abord de faire connaître les loups, leur relation à l'environnement et le rôle que l'homme peut jouer pour les préserver. Le Centre met ainsi l'accent sur sa mission éducative, au sens où l'éducation peut transformer notre vision de l'animal et de sa place dans l'écosystème. 
Le Centre est l'installation prééminente dans l'Est des États-Unis pour l'élevage en captivité et la préservation des espèces sauvages en voie de disparition comme le loup gris mexicain ou le loup rouge. Il fournit ainsi un habitat naturel pour quelques loups en captivité afin d'observer leur comportement et permettre la reproduction de l'espèce dans les meilleures conditions.
Le Centre soutient aux États-Unis la réintroduction du loup dans les zones désignées par le gouvernement fédéral. À l'automne 2009, il accueille ainsi deux couples de loups rouges dans le cadre du Red Wolf Species Survival Plan (SSP), dont les louveteaux sont destinés à être relâchés. 
Grâce à ses programmes d'éducation pour enfants et adultes, le Centre a reçu en 2008 plus de 33 000 visiteurs, qui découvrent quatre loups « ambassadeurs » et, depuis l'automne 2009, peuvent apercevoir des loups rouges adultes. Les loups gris mexicains restent en revanche en dehors de tout contact avec le public afin d’être de bons candidats pour la libération. 
Le Centre s'efforce de véhiculer les messages suivants : 
- les loups dans la nature ne sont pas dangereux pour les personnes ;
- les loups jouent un rôle vital dans l'environnement ;
- les loups ne sont pas des animaux domestiques ;
- il incombe à chacun d'accomplir quelque chose chaque jour pour faire un monde meilleur.